# 王樹翰
王 樹翰（おう じゅかん）は中華民国の政治家。奉天派の政治家で、易幟後に張学良の腹心をつとめた人物である。字は維宙、惕庵。

## 事績

### 北京政府期の活動
北京学治館で学び、卒業後は奉天省に戻り、清理財政局科員、度支司科長、軍械製造廠長、被服廠副廠長を歴任した。中華民国が成立した1912年（民国元年）、奉天都督府秘書に任ぜられる。翌年1月、奉天省南路観察使となった。1914年（民国3年）2月、奉天営口交渉員を兼ね、3月、遼瀋道道尹となる。1915年（民国4年）3月、署理吉林浜江道道尹に転じ、翌年4月、奉天巡按使代理に昇進した。5月、奉天省財政庁庁長となり、翌1917年（民国6年）9月までつとめる。
同年12月、黒竜江省に異動し、竜江道道尹となる。1919年（民国8年）7月、黒竜江督軍が鮑貴卿から孫烈臣に交代するまでの暫時ではあるが、督軍兼省長護理をつとめた。1920年（民国9年）、黒竜江省財政庁長に起用される。1921年5月、吉林督軍に異動した孫に随従して、王も吉林に異動し、財政庁長となる。7月、吉林政務庁長兼官銀号監理に任ぜられた。翌年11月、吉林督軍署秘書長となり、1924年（民国13年）、吉林省省長に昇進している。翌年2月、張作霖により、東三省特別区行政長官代理に抜擢された。

### 張学良の腹心へ
張作霖死後の1928年（民国17年）7月、東北臨時保安委員会が組織され、王樹翰も委員となる。また、奉天派の代表として北京に赴き、国民革命軍との和平交渉にも当たった。同年末の易幟を経た翌1929年（民国18年）、東北政務委員会が組織されるとその委員となり、あわせて張学良配下として東北辺防軍司令長官公署秘書庁庁長に任ぜられた。
1930年（民国19年）12月、国民政府委員、中国国民党中央政治会議委員となる。翌年4月、陸海空軍副司令行営が北平に成立すると、副司令行営秘書長に任ぜられた。同年6月には国民政府文官長を勤めている。1932年（民国21年）、軍事委員会北平分会秘書長に任ぜられ、翌年5月には、行政院政務整理委員会政務処処長もつとめている。1935年（民国34年）11月、国民党第5期中央監察委員に当選した。しかし、日中戦争（抗日戦争）勃発後に政界を引退し、天津に蟄居している。その後、重慶に移った。
戦後の1947年（民国36年）10月に、王樹翰は東北行轅政務委員会副主任委員となり、その翌年7月には総統府国策顧問に招聘されたが、いずれも実権の無い閑職であった。中華人民共和国成立後は大陸に留まり、中央文史研究館館員に任ぜられている。1955年2月8日、天津市にて病没。享年81。

## 注
1. 1 2 3 4 5  徐主編（2007）、178頁。
2. 1 2 3 4 5  劉主編（2005）、202頁。
3. 1 2 3  東亜問題調査会編（1941）、14頁。